# آورو ۵۴۸
آورو ۵۴۸ (به انگلیسی: Avro 548) یک هواپیمای ساختِ کارخانهٔ آورو در کشور بریتانیا است که در سال ۱۹۲۰–۲۵ ساخته شد. این هواپیما در ۱۹۱۹ میلادی نخستین پرواز خود را انجام داد.